# Kinga Jukari
Kinga Jukari (近賀 ゆかり; Hepburn: Yukari Kinga; Jokohama, 1984. május 2. –) világbajnok japán válogatott labdarúgó, hátvéd. Jelenleg az INAC Kóbe Leonessa csapatának a játékosa.

## Pályafutása

### Klubcsapatban
2003 és 2010 között az NTV Beleza csapatában játszott. 147 bajnoki mérkőzésen lépett pályára és 30 gólt szerzett.  2011-ben az  INAC Kóbe Leonessa csapatához szerződött.

### A válogatottban
2005 óta 67 alkalommal szerepelt a japán válogatottban és négy  gólt szerzett. Részt vett a 2007-es világbajnokságon és a 2008-as pekingi olimpián. Tagja volt a 2011-es németországi világbajnokságon győztes csapatnak.

## Sikerei, díjai
- Olimpiai játékok
  - ezüstérmes: 2012, London
- Világbajnokság
  - aranyérmes: 2011, Németország